# カワメンタイ

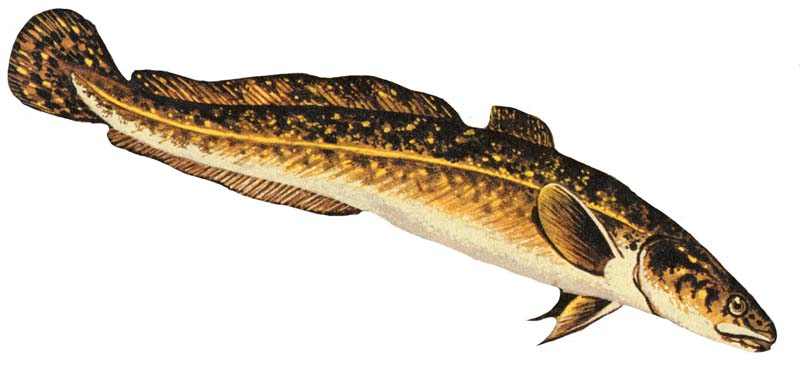
イラスト

カワメンタイ(Lota lota)は、タラ目唯一の淡水魚。カワメンタイ属(Lota)は単型である。

## 分布
北緯40度以北に周極分布し、ユーラシアではブリテン諸島からシベリア全域、沿海州、旧満州、北朝鮮、北アメリカではスワード半島からニューブランズウィック州の淡水域で見られる。五大湖にも生息し、特にエリー湖でよく見られる。近年の遺伝子解析によると、地域ごとに複数の種・亜種に分けられる可能性がある。
英国では1970年代から記録がなく、絶滅したと考えられる。もし生き残りがいるとすれば、ケンブリッジシャー・ヨークシャー(特にダーウェント川とウーズ川)の可能性が高い。再導入の試みもあるが成功していない。

## 形態
最大全長152センチメートル。最大体重34キログラム。通常は40センチメートル程度である。体型はウナギやナマズに似るが、顎髭が1本であることで容易に区別できる。体は側扁するが頭部は縦扁し、鼻孔には1本の管状突起がある。体色は黄色や淡褐色・褐色で、黒や暗褐色の斑紋が入る。第一背鰭は9-16軟条で短いが、第二背鰭は67 - 85軟条で長く、第一の6倍以上の長さになる。臀鰭軟条数は58 - 84。第二背鰭と同じくらいの長さ。尾鰭は円形で、条数は40。胸鰭は17 - 22軟条で扇形。腹鰭は6-8軟条で細く、第二軟条が伸びる。非常に小さい円鱗を持つため、鱗からの年齢推定は難しい。
口は幅広く、両顎には多数の細かい歯が並ぶ。

## 分類
属名・種小名のlotaは古フランス語で本種を意味する"lotte"に由来する。
シベリア東部・北アメリカ大陸の個体群を独立種Lota maculosaとして分割する説もある。

## 生態
水温の低い大河・湖・溜池に生息する。夏にはサーモクラインの下で見られ、スペリオル湖では300メートル以深に生息する。底生魚で、餌を探すため泥から礫まで様々な底質に進出する。底生で遊泳力が低く、鰭が体に比べて小さいため急流には耐えられない。薄明薄暮性であり、成魚は日中、水底に掘った巣穴の中にいる。冬には繁殖のため浅瀬に移動する。
幼生期・稚魚期には体サイズに見合った餌を食べ、1センチメートル以下ではカイアシやミジンコ、1 - 2センチメートルでは動物性プランクトンや端脚類を食べる。成魚は魚食性で、ヤツメウナギ・シロマス・カワヒメマス ( Grayling ) ・ノーザンパイク・サッカー科・トゲウオ・マスなどを食べる。

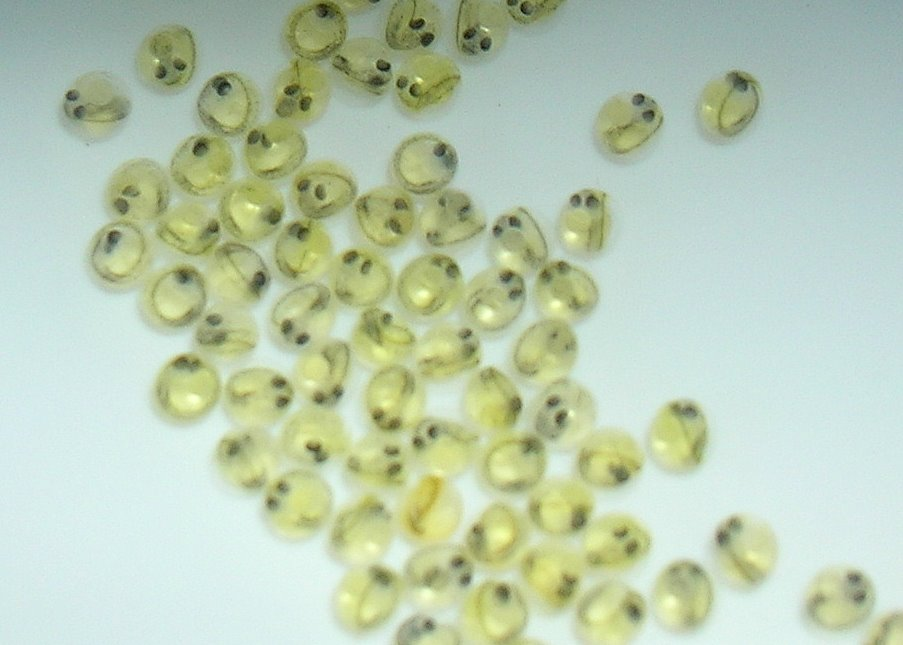
卵

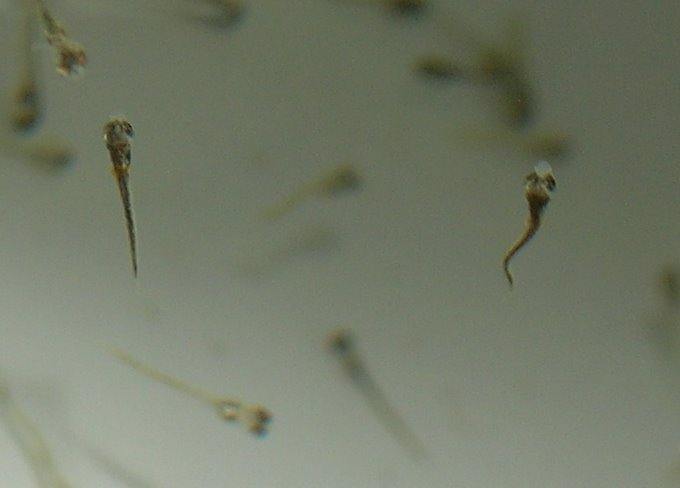
幼生

スペリオル湖の調査では、性成熟は1歳・全長25センチメートル程度から始まり、5歳・40センチメートルに達する頃には全個体が成熟することが分かった。水面が氷に覆われる12 - 3月に、水温1 - 4℃の砂礫底で産卵する。1回の産卵は2 - 3週で終わるため、年に複数回産卵することもある。産卵用の巣は作らない。産卵時には水底から浮上し、1 - 2匹の雌に多数の雄が群がり、雌雄同時に産卵・放精を行なって卵を撒き散らす。体のサイズに依存するが、雌は1回の産卵で63,000 - 3,477,699個の卵を産む。卵は大きな油滴を持ち、直径1ミリメートルで至適水温は1 - 7℃。沈下性で、水底の穴や亀裂に落ち着く。卵の発生は水温に影響されるが、30 - 128日で孵化する。孵化した幼生は浮遊性で、12℃以上の水温には耐えられない。稚魚になると夜行性となり、日中は物陰に潜むようになる。急速に成長し、晩秋には11 - 12センチメートルになる。2年目には10センチメートルほど成長する。成魚になると完全な底生生活に移行する。孵化から1か月ほどで摂餌を始める。成長率・寿命は水温に大きく影響される。寿命は10 - 15年。

## 人間との関係
英名burbotはラテン語のbarba(髭)に由来する。ティクターリクという化石魚類がいるが、この名はイヌクティトゥット語–イヌピアック語で本種を意味する"Tiktaalik"に由来する。
食用となり、フィンランドでは卵がキャビアとして流通する。調理することでアメリカンロブスターに似た食味となることから"poor man's lobster"と呼ばれることもある。

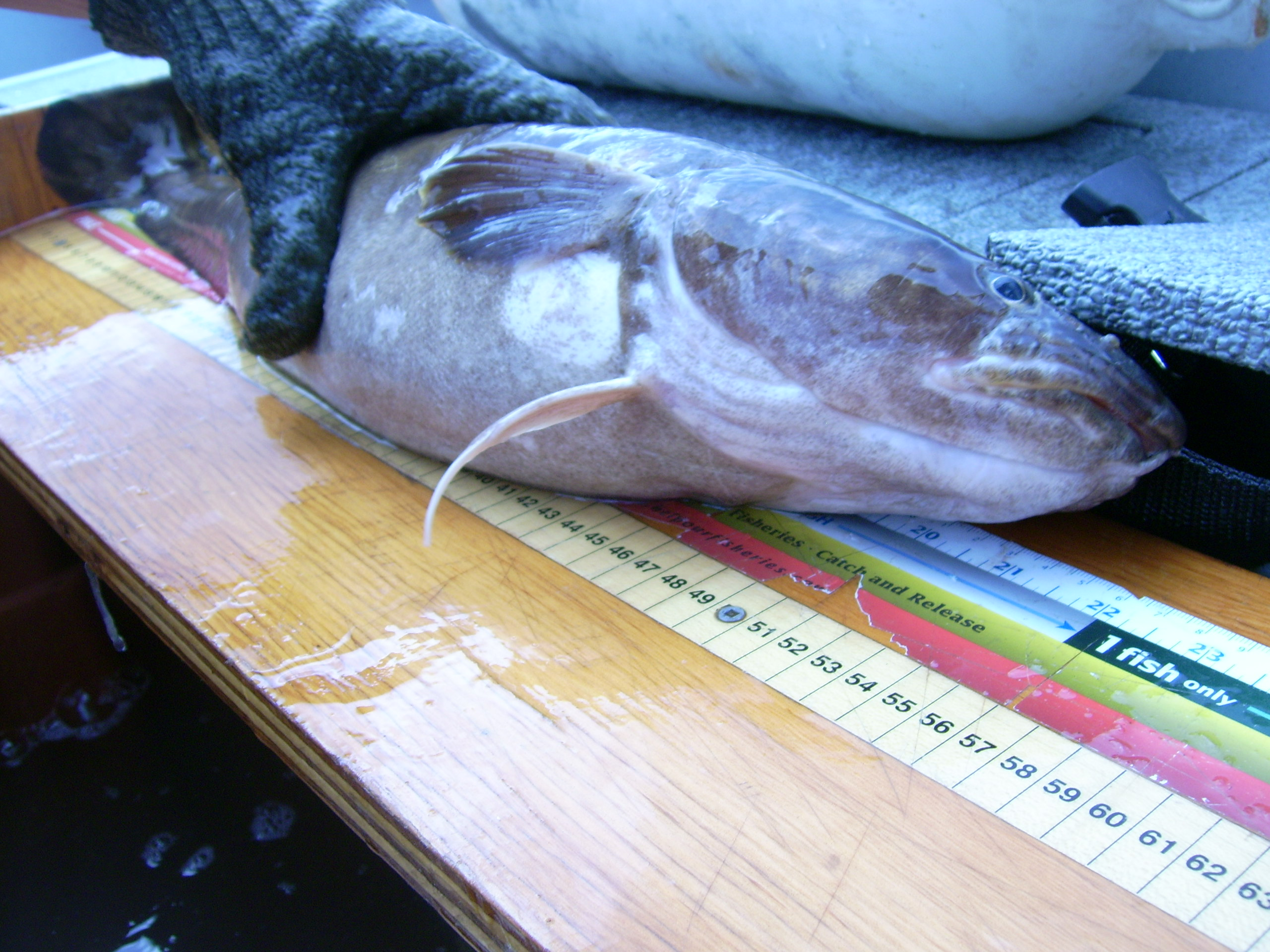
スペリオル湖、Batchawana Bayで釣れた本種

貪欲な捕食者であるためルアーで釣ることもできる。だがこの食性から、移入された場合には在来種に打撃を与えることがある。近年、グリーン川 (ユタ州)のフレーミング峡谷貯水池に移入された本種がベニザケの卵やブラウントラウトを捕食し、個体数を減らしていることが分かった。そのためユタ州では、釣り上げたカワメンタイは湖に戻さない("No Release" "Catch and Kill")ことを推奨している。
毎冬リーチ湖の辺では、"International Eelpout Festival"が開催される。
個体群の数が多い・大規模な個体群が存在する・主な脅威がないことから、生息数は不確実ながらわずかに減少傾向にあるか安定傾向にあるとされ、地方個体群では影響がある可能性はあるものの種として絶滅のおそれは低いと考えられている。深みに生息すること、氷の下で繁殖することから個体数調査は難しい。分布域は広いが、多くの個体群が危機に瀕している。商業的に重要な魚種ではないため保護は遅れており、水質汚染・ダム建設・移入種などの影響を受けている。全く保護対策が取られていない地域もある。